# 科拉羅沃

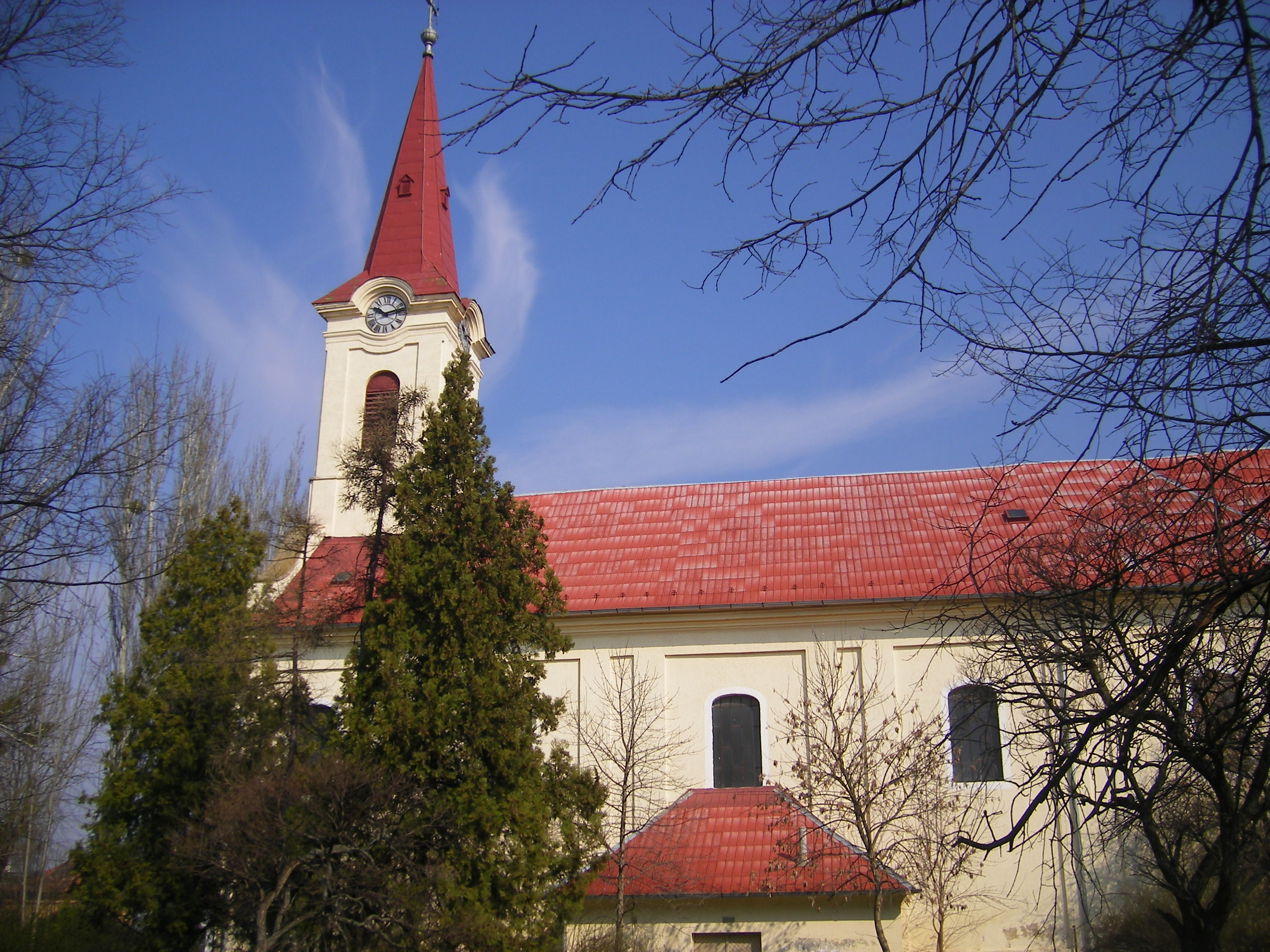

科拉羅沃是斯洛伐克的城鎮，位於該國西南部，毗鄰科馬爾諾，由尼特拉州負責管轄，面積106.82平方公里，海拔高度111米，2005年人口10,747，其中八成居民是匈牙利人。

## 外部連結
- Official Website of Kolárovo （页面存档备份，存于）
- Another Page about Kolárovo
- The Kolárovo Castle